# Robert Žulj
Robert Žulj, né le 5 février 1992 à Wels en Autriche, est un footballeur international autrichien, qui évolue au poste de milieu de terrain au Buriram United. Son frère Peter est également footballeur professionnel.

## Biographie

### Carrière internationale
Avec les moins de 20 ans, il participe à la Coupe du monde des moins de 20 ans 2011 organisée en Colombie. Lors du mondial junior, il joue trois matchs. L'Autriche est éliminée au premier tour du mondial.

## Palmarès
- SV Ried
  - Vainqueur de la Coupe d'Autriche en 2011

- Red Bull Salzbourg
  - Champion d'Autriche en 2014
  - Vainqueur de la Coupe d'Autriche en 2014

- VfL Bochum
  - 2. Bundesliga
    - Champion en 2021

## Statistiques
| Saison                | Club                  | Championnat           | Championnat | Championnat | Coupe(s) nationale(s) | Coupe(s) nationale(s) | Compétition(s) continentale(s) | Compétition(s) continentale(s) | Compétition(s) continentale(s) | Total | Total |
| Saison                | Club                  | Division              | M.          | B.          | M.                    | B.                    | Comp.                          | M.                             | B.                             | M.    | B.    |
| 2010-2011             | SV Ried               | Bundesliga            | 12          | 0           | 4                     | 0                     | -                              | -                              | -                              | 16    | 0     |
| 2011-2012             | SV Ried               | Bundesliga            | 29          | 6           | 5                     | 2                     | C3                             | 1                              | 0                              | 35    | 8     |
| 2012-2013             | SV Ried               | Bundesliga            | 34          | 11          | 5                     | 1                     | C3                             | 4                              | 1                              | 43    | 13    |
| 2013-2014             | SV Ried               | Bundesliga            | 20          | 9           | 3                     | 1                     | -                              | -                              | -                              | 23    | 10    |
| Sous-total            | Sous-total            | Sous-total            | 95          | 26          | 17                    | 4                     | -                              | 5                              | 1                              | 117   | 31    |
| 2013-2014             | Red Bull Salzbourg    | Bundesliga            | 10          | 1           | 3                     | 2                     | C3                             | 4                              | 0                              | 17    | 3     |
| Sous-total            | Sous-total            | Sous-total            | 10          | 1           | 3                     | 2                     | -                              | 4                              | 0                              | 17    | 3     |
| 2014-2015             | Greuther Fürth        | 2. Bundesliga         | 30          | 5           | 2                     | 0                     | -                              | -                              | -                              | 32    | 5     |
| 2015-2016             | Greuther Fürth        | 2. Bundesliga         | 32          | 8           | 1                     | 0                     | -                              | -                              | -                              | 33    | 8     |
| 2016-2017             | Greuther Fürth        | 2. Bundesliga         | 23          | 6           | 3                     | 1                     | -                              | -                              | -                              | 26    | 7     |
| Sous-total            | Sous-total            | Sous-total            | 85          | 19          | 6                     | 1                     | -                              | 0                              | 0                              | 91    | 20    |
| 2017-2018             | TSG Hoffenheim        | Bundesliga            | 5           | 0           | -                     | -                     | C3                             | 1                              | 0                              | 6     | 0     |
| Sous-total            | Sous-total            | Sous-total            | 5           | 0           | 0                     | 0                     | -                              | 1                              | 0                              | 6     | 0     |
| 2018-2019             | Union Berlin (prêt)   | 2. Bundesliga         | 29+2        | 4+0         | 1                     | 0                     | -                              | -                              | -                              | 32    | 4     |
| Sous-total            | Sous-total            | Sous-total            | 31          | 4           | 1                     | 0                     | -                              | 0                              | 0                              | 32    | 4     |
| 2019-2020             | VfL Bochum            | 2. Bundesliga         | 11          | 1           | -                     | -                     | -                              | -                              | -                              | 11    | 1     |
| 2020-2021             | VfL Bochum            | 2. Bundesliga         | 29          | 14          | 3                     | 1                     | -                              | -                              | -                              | 32    | 15    |
| Sous-total            | Sous-total            | Sous-total            | 40          | 15          | 3                     | 1                     | -                              | 0                              | 0                              | 43    | 16    |
| 2021-2022             | Al-Ittihad Kalba SC   | Pro League            | 10          | 1           | 2                     | 0                     | -                              | -                              | -                              | 12    | 1     |
| Sous-total            | Sous-total            | Sous-total            | 10          | 0           | 2                     | 0                     | -                              | 0                              | 0                              | 12    | 0     |
| Total sur la carrière | Total sur la carrière | Total sur la carrière | 275         | 66          | 32                    | 8                     | -                              | 10                             | 1                              | 317   | 75    |